# Wall Street

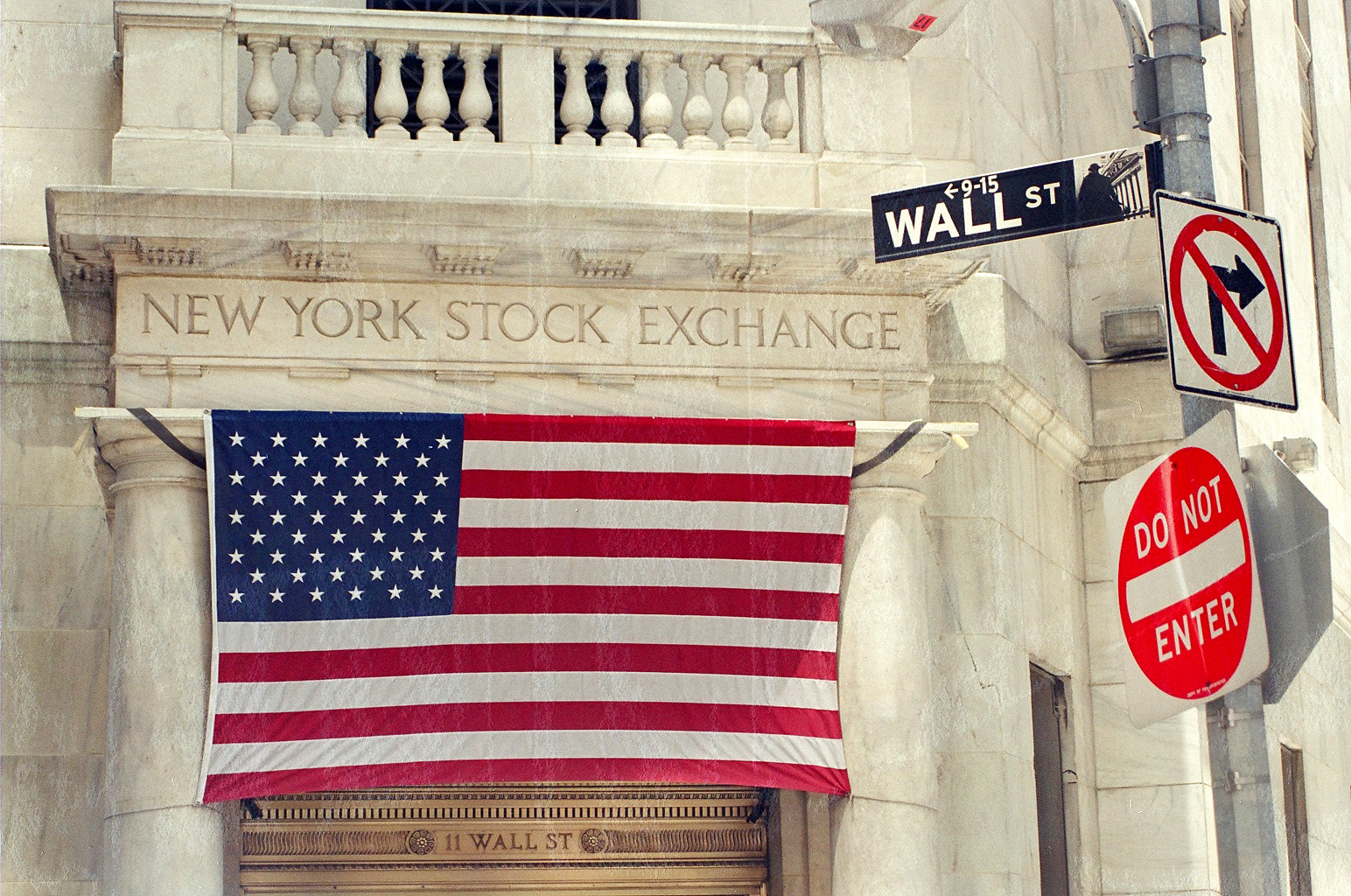
A tőzsde egyik bejárata

A Wall Street New York egyik utcája dél-Manhattanben, a Broadwaytől indul keleti irányba és az East Riverig fut, hossza körülbelül 600 méter. Az Amerikai Egyesült Államok gazdasági és pénzügyi erejének jelképe, neve egyet jelent a részvény- és pénzpiacokkal, annak ellenére, hogy a tőzsde bejárata ma már a keresztező Broad Streeten van. Wall Streetnek nemcsak az utcát, de a környéket, a pénzügyi negyed egy részét is szokták nevezni.
A 17. században a város északi határa húzódott itt, amikor 1653-ban a hollandok egy védőfalat építettek az utca mentén, nevét innen és az eredeti holland nevéről a De Waal Straatról kapta. Majd egy évszázadig az utcában állt a városháza, amit később Federal Hallnak kereszteltek és amelynek lépcsőin tette le hivatali esküjét az első amerikai elnök, George Washington. A Wall Streeten írták alá 1792-ben a kereskedők a Buttonwood Agreementet, ez jelentette a később megalakult tőzsde alapját. Bár a tőzsde történetének első 100 évében sokszor költözött, mindig a Wall Streeten vagy annak közvetlen közelében maradt, a mai épületét 1903-ban vették birtokba a brókerek. A részvénypiac mellett itt volt a kakaótőzsde és többek közt New York első bankjának a székhelye is. A századfordulón és az 1920-as években építkezési láz kezdődött, a korábbi néhány emeletes ház helyére toronyházakat, felhőkarcolókat építettek. A legmagasabb a 283 méteres Manhattan Company Building (ma Trump Building), rövid ideig a világ legmagasabb épülete is volt. Míg korábban szinte csak irodák voltak az utcában, ma egyre több épületet alakítanak luxus színvonalú lakóházzá. Kedvelt turista célpont is, jelkép volta és hírneve évente sok millió embert vonz.

## Története

### Kezdetek

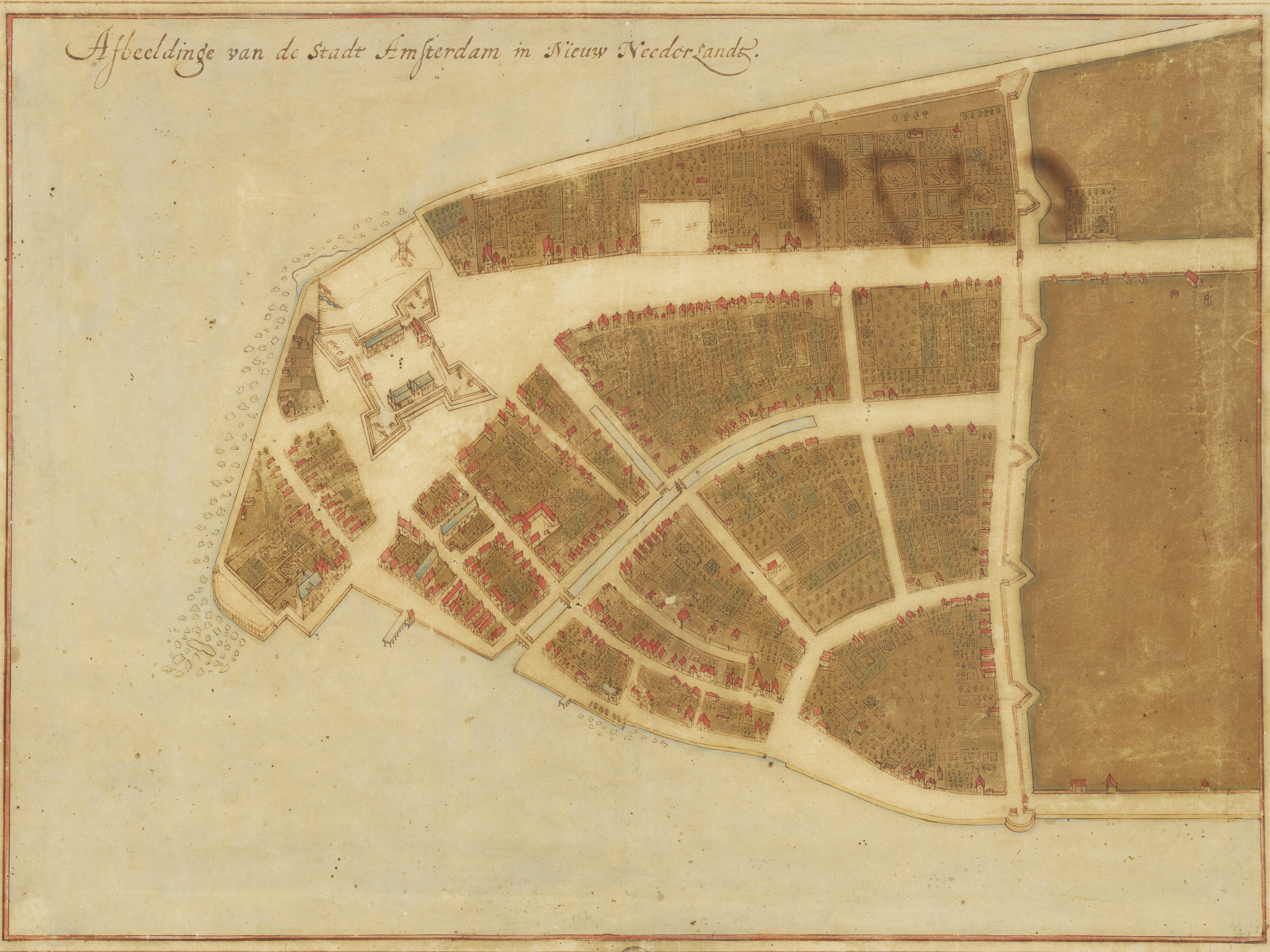
Nieuw Amsterdam 1660-ban (Castello térkép)

A 17. század közepén New York Nieuw Amsterdam néven a hollandok birtokában volt. 1653-ban, az első angol-holland háború fenyegetése miatt Petrus Stuyvesant kormányzó egy fal építését rendelte el, amivel a várost meg tudták védeni az angolok ellen. Eredetileg csak félig készült el az amúgy sem túl erős cölöpökből álló kerítés, amit aztán a kormányzó nyomására 1658-ban megerősítettek. Az utca erről a falról kapta a nevét.
Egy másik elterjedt nézet szerint a fal melletti utca eredeti, holland neve De Waal Straat (magyarul Vallon utca) és innen kapta nevét az utca, de ez nem igaz. A De Waal az East river partján lévő töltést (ami hollandul szintén waal) jelentette.
A vízpart akkoriban még a mai Trinity Church mögött ill. a Pearl Streetnél húzódott, a többi területet azóta töltötték fel. A jobb oldali képen a „felső” széles utca a mai Broadway, innen indul a térkép szerint „lefelé” a mai Wall Street.
1667-ben a bredai békében a hollandok más területekért cserébe lemondtak a városról, az angolok hivatalosan ekkor nevezték el New Yorknak, York hercege, a későbbi II. Jakab angol király tiszteletére. 1673-ban a harmadik holland-angol háborúban a hollandok visszafoglalták, de csak 1674 novemberéig, a westminsteri békéig volt az övék, ekkor Suriname-ért cserébe végleg lemondtak róla. Ahogy a város növekedett, a fal egyre inkább a fejlődés gátjává vált, ezért 1699-ben az angolok lebontották. A Wall Streeten ma emléktábla jelöli az egykori védvonal helyét.

### A 18., 19. század
1698-ban készült el az utca kiindulópontjának számító Trinity Church (Szentháromság-templom) első épülete, ami ekkor még csak egy kis, verandás épület volt.
1710-ben a polgármester engedélyezte egy ház felépítését piac céljából a Wall és a Pearl Street sarkán, ami akkoriban az East River partja volt. Már egy évvel később a termények mellett igen jelentős rabszolga-kereskedelem is folyt, az 1726. március 25-én kiadott rendelet pedig megtiltotta, hogy ezen a helyen kívül a városban máshol kukoricával, búzával és liszttel kereskedjenek. Ezután kezdték a helyet liszt- vagy rabszolgapiacnak (Meal Market, Slave Market) hívni. 1739-ben a házat kibővítették. Később a piac melletti Merchants Coffee House (kereskedők kávéháza) a városi arisztokrácia kedvelt találkozóhelye lett, a vendégeket azonban zavarta a piaccal járó piszok, ezért kérvényt nyújtottak be a megszüntetésére, amit el is fogadtak és a piac 1762 februárjában megszűnt.

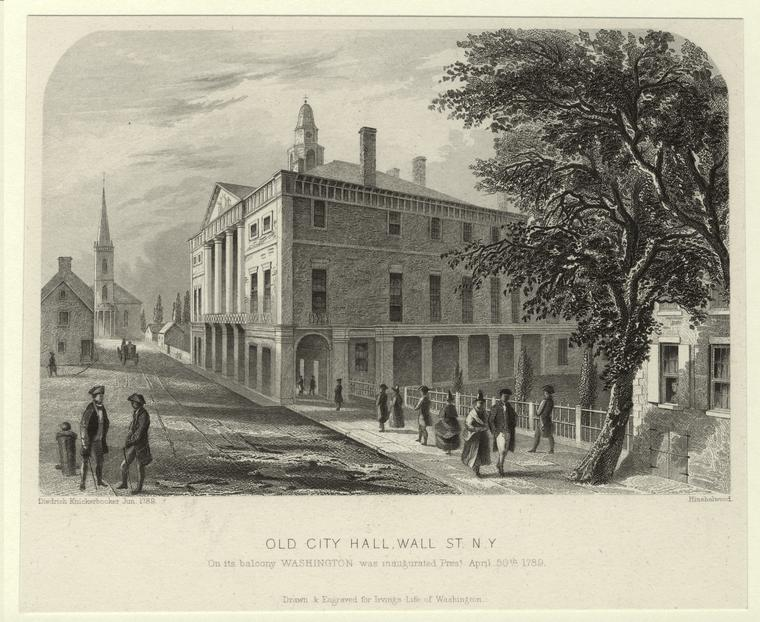
A Federal Hall 1789-ben

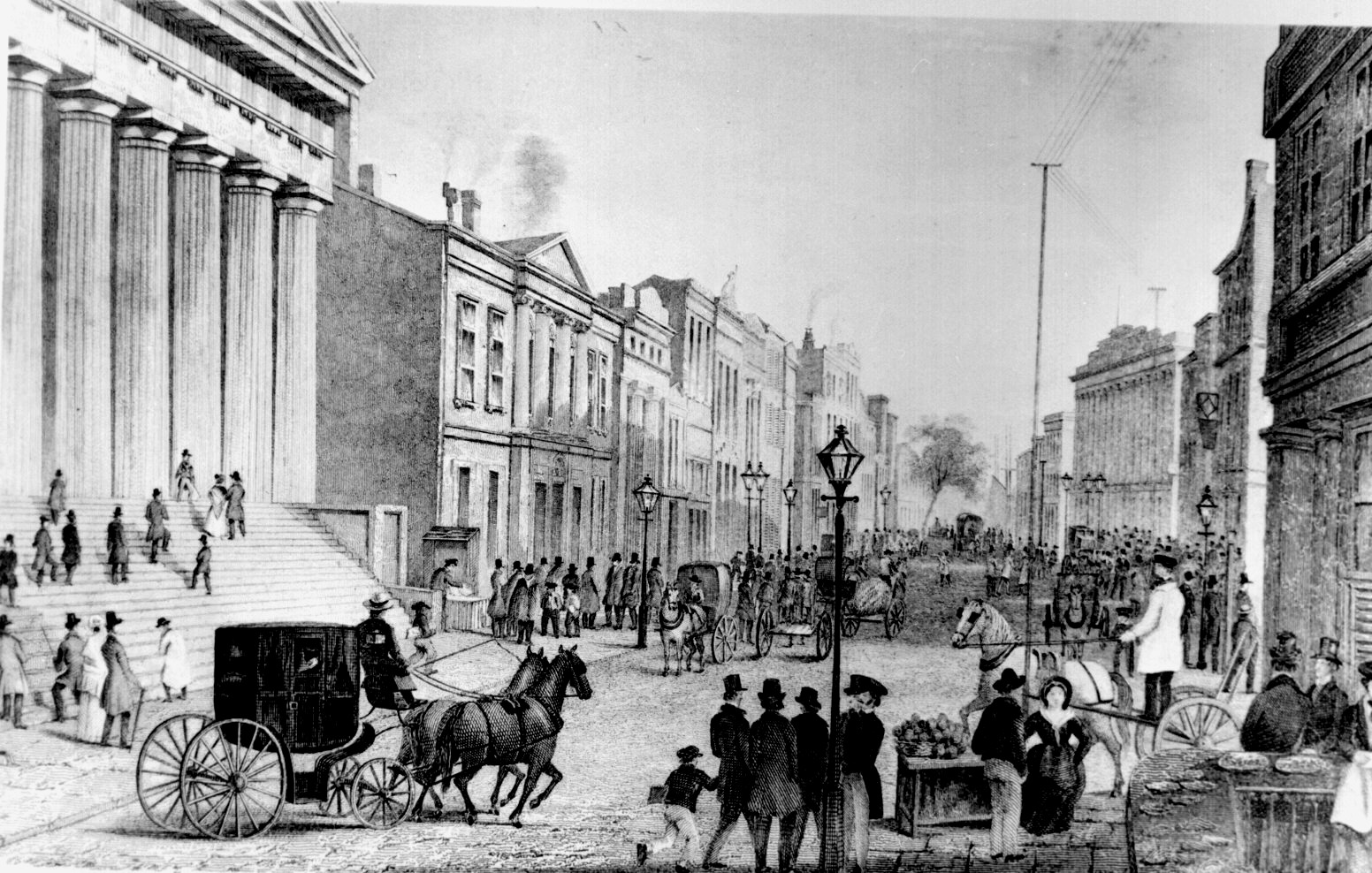
A Wall Street a Broad Street sarkáról, 1867-ben. A kép bal oldalán már az új Federal Hall látható.

1700-ban a Trinity Churchtől egy utcányira, a 26. szám alatt építették fel a városházát, amit később Federal Hallnak neveztek át. 1735-ben itt tartották fogva John Peter Zenger újságkiadót, akit a lapjában megjelent, briteket sértő írás miatt fogtak perbe; felmentése jelentősen hozzájárult a sajtószabadság kivívásához.
1765 októberében a tizenhárom gyarmatból kilencnek a képviselői gyűltek itt össze, hogy a bélyegtörvény ellen tiltakozzanak. Levelet írtak III. György brit királynak, amelyben a gyarmatokon élő polgároknak a brit állampolgárokkal egyenlő jogokat követeltek.
Az 1776 szeptemberi, nagy New York-i tűzvészben a város negyede, kb. 400-500 ház, köztük a Trinity Church és környéke is leégett. A templom újjáépítése 1788-ban kezdődött és 1790-ig tartott.
A függetlenségi háború után New York volt a frissen alakult állam ideiglenes fővárosa. Az új kormány 1788-as megalakulása után helyi üzletemberek szerették volna elérni, hogy az ideiglenes fővárosi státusból állandó legyen, ezért pénzt gyűjtöttek a városháza kibővítésére, ami akkoriban már a kongresszusnak is helyt adott. Az átépítés után Federal Hallnak, vagyis Szövetségi Csarnoknak keresztelték át az épületet, ami ekkor még nem a mai formájában állt a Wall Streeten (ld. kép a bal oldalon). 1789. március 4-én, az alkotmány elfogadása után, itt ülésezett először a kongresszus, ekkor választották az Egyesült Államok első elnökévé George Washingtont. Két hónappal később, április 30-án az épület erkélyén tette le elnöki esküjét, ma a Federal Hall lépcsőjén szobor áll a tiszteletére.
A képviselők 1790. augusztus 12-én döntötték el, hogy a kongresszus és a kormány ideiglenesen Philadelphiába költözik, majd 1800-ban kerültek a végleges helyükre, a mai Washingtonba.
A kongresszus elköltözése után a Federal Hall ismét városházaként szolgált egészen 1812-ig, amikor teljesen lebontották. Csak 30 év múlva, 1842-ben épült a telekre új épület, a ma is látható, dór oszlopos, timpanonos, klasszicista stílusú ház. Először vámházként működött, majd 1862-től 1920-ig a központi bank fiókbankja volt itt (Sub-Treasury), a vámház pedig a Wall Street 55. alá költözött.
A 18. század végére szokássá vált, hogy a Wall Street 68.-nál álló platánfa alatt találkoztak és kötöttek üzleteket a kereskedők és a spekulánsok. 1792. május 17-én 24 bróker megkötötte a Buttonwood Agreementet (am. Platán Szerződés), melyben megegyeztek, hogy csak egymással fognak kereskedni és rögzítették a jutalékok mértékét is. Ez a szerződés alapozta meg a későbbi New York-i tőzsdét. A brókerek egy évvel később már a Water Street sarkán lévő Tontine Coffee House-ban találkoztak. 1817. március 8-án a Buttonwood Agreement brókerei szervezetet hoztak létre, ami a „New York Stock & Exchange Board” nevet kapta. A tőzsde az 1819-ben kitört sárgaláz miatt egy évre a Broadway és a Reade Street sarkán álló Washington Hallba költözött, majd 1820-tól a Wall Street 70. számú házba tértek vissza. 1827-ben ismét költöztek, ekkor az új New York Merchants' Exchange Buildingbe (ma Wall Street 55.). 
Az 1835. december 16–17-i nagy New York-i tűzvészben Manhattan délnyugati része teljesen leégett. A Wall Street házainak nagy része és a tőzsde épülete is odaveszett. Az oltást a nagy hideg nehezítette, mert a tűzoltóknak először léket kellett vágni a befagyott East River jegén, és a víz belefagyott a tömlőkbe is. Mindezek ellenére csak ketten haltak meg, de az anyagi kár mai értéken több százmillió dollárra rúgott. A biztosított házakat nem tudták maradéktalanul kárpótolni, mivel több biztosítótársaságnak is itt volt székháza és a tűz miatt ezek is csődbe mentek.[forrás?]
A tűz az Eire-csatorna megnyitása miatti gazdasági fellendülés idejére esett, így az elpusztult faházak helyett hamar nagyobb kő- és téglaházakat építettek, amivel a későbbi tüzek gyors terjedésének is elejét vették.
A tűzvésztől függetlenül a Trinity Church-öt is újjá kellett építeni, mert 1839-ben a hó súlya miatt megrogyott. 1846. május 21-én szentelték fel a templomot a mai, neogótikus formájában.  Az épület a toronyházakhoz képest kis magasságával és gazdag díszítésével nagyon elüt a ridegebb irodaépületektől, de pont ezért tudott a Wall Street egyik meghatározó pontjává válni.

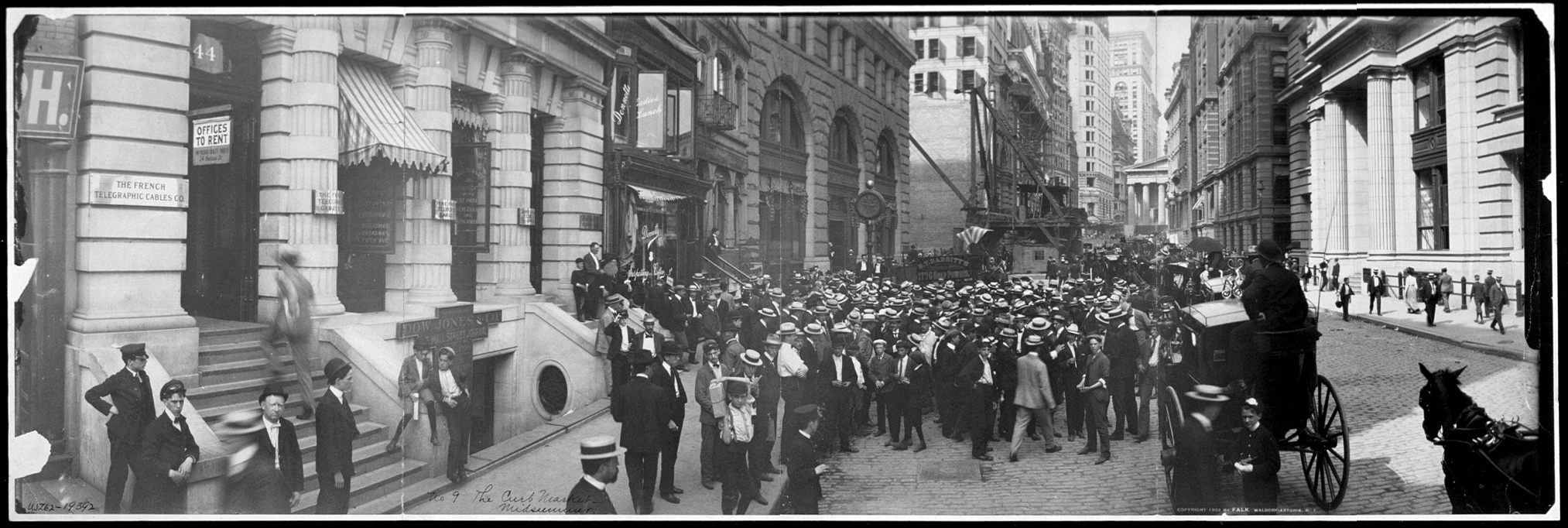
Nem hivatalos tőzsdei alkuszok a Broad Streeten, 1902-ben. A háttérben az új tőzsdepalota épül.

A Merchants' Exchange is leégett, így ideiglenesen a Broad Street 8. alatti Howard's Hotelben kereskedtek (itt áll a mai tőzsde épülete). 1836-tól 1842-ig a Wall Street 43. alatti Jaucney Buildingben működött a tőzsde, majd visszaköltöztek az újjáépített Merchants' Exchange-be, de itt is csak 1854-ig voltak. Ekkor két évig a William és a Beaver Street sarkán lévő kukoricatőzsdén zajlott az értékpapír-kereskedelem is, majd kilenc évig a William Street és az Exchange Place sarkán, a régi Lord's Court Buildingben voltak. 1865-ben a Broad Street 10. alá költözött a tőzsde, de azt a termet hamar kinőtték, ezért a kibővítés idejére 1869-től 1871-ig a Broad Street 16-18. alatti házat vették birtokba a kereskedők. A részvényforgalom óriási növekedésével a hely továbbra is kicsinek bizonyult, ezért többszöri bővítgetés után úgy döntöttek, hogy teljesen új épületet húznak fel, így az építkezés idején, 1901-ben az árutőzsde épületében folyt a részvénykereskedés is.  Az új New York Stock Exchange épület 1903. április 22-én nyílt meg a Broad Street 18. alatt, egy háznyira a Wall Street sarkától és azóta is itt található. 1922-ben újabb szárnnyal bővítették, így az épület egyik oldala ma már határos a Wall Streettel. A klasszicista stílusban épült palota a dór helyett használt korinthoszi oszlopok és a timpanonba épített dombormű miatt a vele majdnem szemben álló Federal Hall díszesebb, „nagy testvérének” tűnik. 

### A 20. század

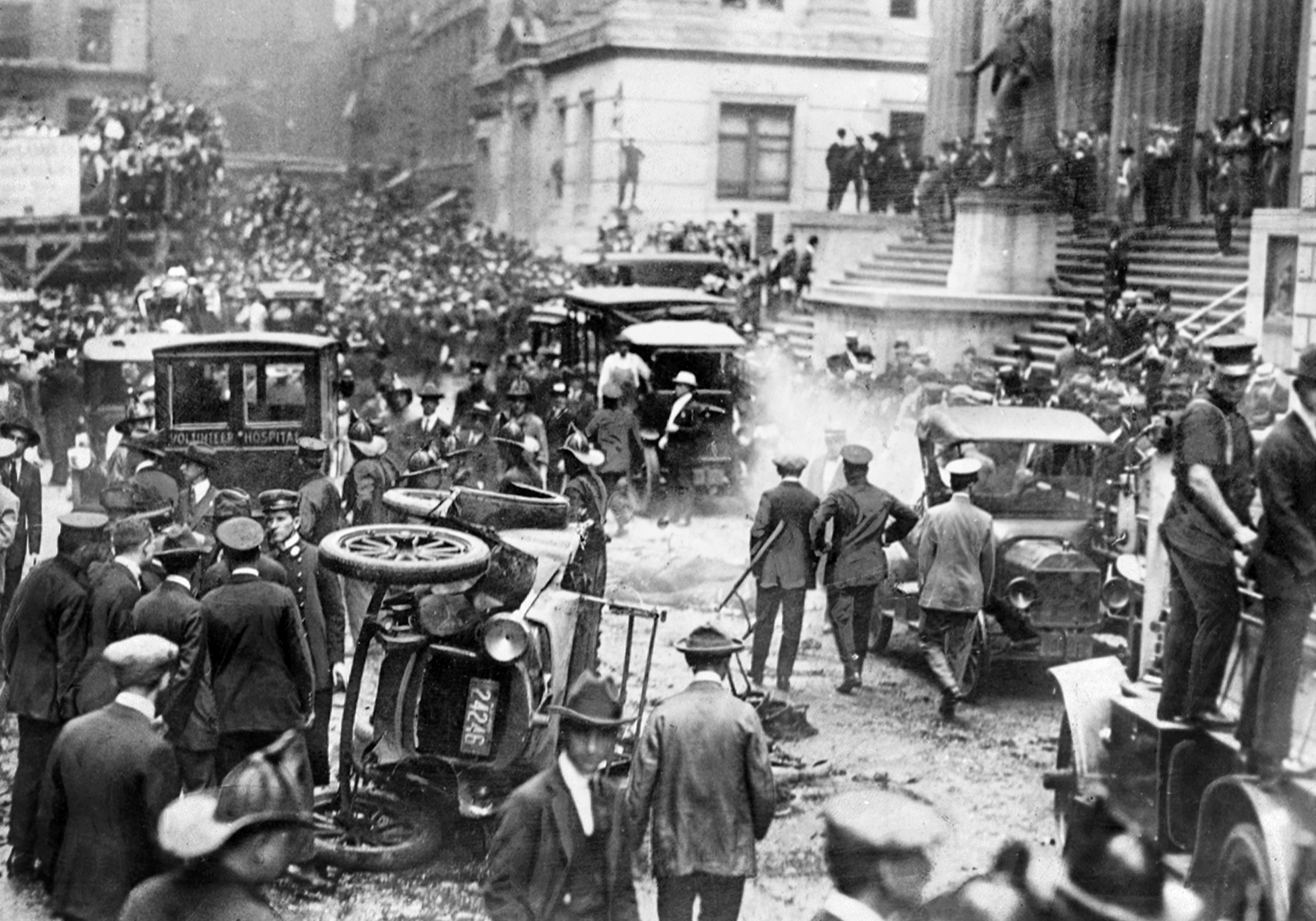
A Wall Street az 1920. szeptember 16-i robbantás után, a háttérben jobboldalt a Federal Hall

A század elejének gazdasági fellendülése és a Wall Street növekvő jelentősége az építkezéseken is tetten érhető volt. Több bank és más nagy cég is a korábbiaknál nagyobb székházat húzott fel magának. 1903-ban adták át a fentebb említett tőzsdeépületet, 1904-ben készült el a Beaver Building, majd 1907-ben a 37. szám alatt megépült a Trust Company of America Building is. A 15-17 emeletes magasságukkal ezek voltak az első igazán magas épületek és a legrégebbi ma is meglévő toronyházak a Wall Streeten. Ezeket követte 1912-ben a még magasabb, 40 emeletes Bankers Trust Building a 14. szám alatt.
1914-ben készült el a J.P. Morgan & Company Bank székháza a 23. szám alatt. Az épületet nem magassága miatt fontos megemlíteni (csupán pár emeletes), hanem mert 1920. szeptember 16-án délben az épület előtt bomba robbant. A támadásban 38-an meghaltak és 300-an megsérültek. Nem sokkal a robbantás előtt egy figyelmeztető levelet helyeztek el a közeli Cedar Street és a Broadway sarkán álló postaládában a következő üzenettel: „Ne feledjétek, nem tűrjük tovább! Engedjétek szabadon a politikai foglyokat vagy mindannyiótokra biztos halál vár. Amerikai Anarchista Harcosok.” Bár az elkövetők személyére és indítékára vonatkozóan több elmélet is napvilágot látott, az FBI húsz év nyomozás után, 1940-ben eredménytelenül zárta le az aktát. Az épület oldalán a mai napig látható a robbanás nyoma, felújítások alkalmával sem javítják ki, mementóul hagyták így.

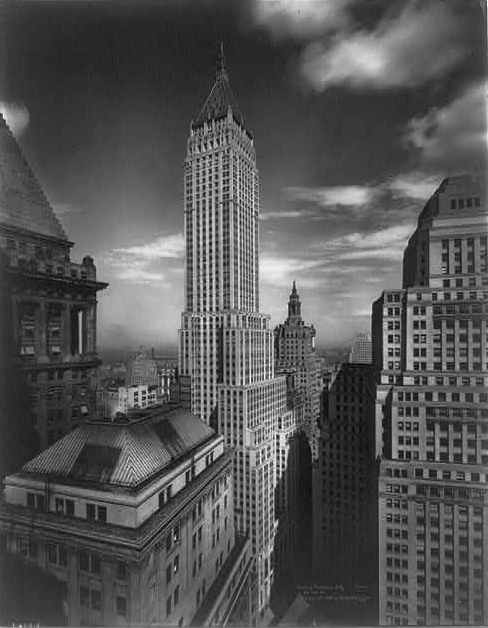
A 70 emeletes Manhattan Company Building

Az 1920-as évek végén a század elejit messze túlszárnyaló építkezési láz kezdődött. Az évtized közepétől nagymértékű gazdasági fellendülés indult, a cégek dúskáltak a pénzben, megengedhették maguknak a felhőkarcolók építését. Presztízskérdéssé vált a székházak nagysága, hiszen ezzel a cég nagyságát is kifejezték. 1929 és 1932 között, mindössze három év alatt kilenc 20 emeletnél magasabb toronyház és négy 50 emeletnél is magasabb felhőkarcoló épült. A legmagasabb a 40. szám alatti, 1930-ban elkészült Manhattan Company Building (ma: The Trump Building). A 70 emeletes, 283 m magas épület 1930 áprilisától május 27-éig volt a világ legmagasabb épülete, ekkor a Chrysler Building elhódította a címet. 
A nagy építkezési láznak a tőzsde összeomlása és a nagy gazdasági világválság vetett véget. 1929. október 24-én, a „fekete csütörtökön” – mindmáig tisztázatlan okokból – a New York-i tőzsdén eladási láz tört ki, a részvények árfolyama hihetetlen mértékben zuhanni kezdett. Az igazi mélypont október 29-én, a „fekete kedden” jött, ekkorra 19%-os csökkenés, hozzávetőlegesen ötven milliárd dollárnyi veszteség mutatkozott. A már elkezdett építkezéseket befejezték, de némelyikben az összes irodát csak az 1940-es évekre sikerült kiadni. Az 1960-as években és az 1980-as évek végén épült még néhány nagyobb toronyház.
1970. május 8-án reggel a Wall és a Broad Street sarkán, a tőzsdénél kb. ezer diák gyűlt össze, hogy a pár nappal korábban a Kent State Egyetemnél lelőtt társaikra emlékezzenek és a vietnámi háború ellen tiltakozzanak. Dél körül kb. 200 – feltételezhetően a szakszervezet által mozgósított – háborúpárti építőmunkás támadt a tüntetőkre. A helyszínen lévő rendőrök nem tudták, szemtanúk szerint nem is igazán akarták megvédeni a diákokat. Összesen 70 ember sérült meg, hatot tartóztattak le. A munkásokon lévő munkavédelmi sisak angolul hard hat, ezért szokták az eseményt Hard Hat Riotként emlegetni.
1989. december 15-én Arturo Di Modica olasz-amerikai szobrász engedély nélkül a Broad Streetre, a tőzsde épülete elé helyezett egy támadó bikát ábrázoló, Charging Bull nevű, 3 és fél tonnás szobrot (ekkor még be lehetett hajtani az utcába teherautóval). Másnap szórólapokon tudatta, hogy a bikát az 1987-es tőzsdei fekete hétfő ihlette és az amerikaiak erejét és jövőbe vetett reménységét fejezi ki. A rendőrség még aznap délután lefoglalta és elszállította, de mivel az embereknek tetszett a szobor és visszakövetelték azt, a New York City Department of Parks and Recreation néhány háztömbbel odébb, a Broadway elejére a Bowling Green parkba, mostani helyére szállította.
2000. január 26-án a Rage Against the Machine együttes videóklipet forgatott az utcában a Sleep now in the fire című számához. A zenekar a Federal Hall lépcsőin játszott egy néhány száz fős tömeg előtt, közülük sokan tőzsdén dolgozó brókerek voltak, akik élvezték az előadást és később láthatóak is a klipben. A forgatás után az együttes a stábbal együtt megpróbált bejutni a tőzsde épületébe, de ezt a biztonságiak nem engedélyezték és a látogatói központba irányították őket. Az esetből szóváltás kerekedett, a rendőrségnek kellett rendet teremtenie, a rendező Michael Moore-t elvezették, de végül nem tartóztatták le. A tőzsde ajtajait bezárták, de bent a kereskedés zavartalanul tovább folyt. A dal egyébként a kapitalista, pénzen alapuló társadalmat kritizálta.
A 2001. szeptember 11-ei terrortámadások ugyan közvetlen károkat nem okoztak az utcában, de a környék kisebb hanyatlásnak indult. A támadás után még hónapokig égő romok miatt aki tehette, nem ment dél-Manhattanbe, így több környékbeli étterem és üzlet az elmaradt forgalom miatt kénytelen volt bezárni.  Sokan fontolgatták, hogy New Jerseybe vagy Brooklynba költöznek, mert féltek, hogy minden dél-manhattani felhőkarcoló célponttá válik. A visszaesés azonban csak pár évig tartott, napjainkban újra fejlődésnek indult a terület. Míg korábban szinte kizárólag irodák voltak errefelé, manapság egyre több elegáns lakóépület is épül. 

## A Wall Street mint jelkép
A Wall Street a köznyelvben a pénzt és az ahhoz kapcsolódó hatalmat, a nagyvállalatokat, bankokat, de elsősorban a tőzsdét, konkrétabban a New York-i tőzsdét jelenti. Az itt dolgozókról kialakult tipikus kép a nagyon keményen dolgozó, jól képzett, kimagaslóan okos, jól kereső, de ugyanakkor törtető, karrierista, fiatal, főleg pénzügyi szakember képe. Ez sokszor fedi is a valóságot, a sok munka, a képzettség és a jó kereset tekintetében mindenképpen.
Főleg az angol nyelvben elterjedt a Wall Street ellentéteként a Main Street (Főutca). Ezzel a kisvárosok egyetlen nagyobb utcáján, a főutcán található helyi kisboltokra, átvitt értelemben az összes kisvállalkozásra utalnak, szemben a Wall Street képviselte nagyvállalatokkal.
Az eredetileg Customers’ Afternoon Letter nevű tőzsdei, gazdasági újságot is az utcáról nevezték el 1889-ben Wall Street Journalnak.
Black Wall Streetnek vagyis a fekete Wall Streetnek nevezték Tulsa (Oklahoma) egyik városrészét, ahol az 1910-es évektől kezdve az olajüzletben meggazdagodott fekete üzletemberek éltek. 1921. június 1-jén faji zavargások törtek ki és bár hivatalosan csak 39 embert nyilvánítottak halottá, a valóságban egyesek szerint 100, a Vöröskereszt becslése szerint 300 feketét öltek meg. Ennek emlékére nevezték el a The Black Wall Street Records lemezkiadó vállalatot.

### Megjelenése a kultúrában
Wall Street címmel több tucat film készült, ezek közül a legismertebb a Magyarországon 1987-ben Tőzsdecápák címmel bemutatott film, melyet Oliver Stone rendezett.
A férfi főszereplő, Michael Douglas alakításáért Oscar-díjat kapott. A filmben a törtető, sikeréhes fiatal bróker történetén keresztül mutatják be a tőzsde világának sztereotípiáit.
A Star Trek-univerzumban szereplő, ultrakapitalista földönkívüli nép, a ferengik a Wall Streetet vallási tisztelettel övezik, gyakran zarándokolnak az utcába, a kereskedelem és üzlet „szent helyére”.
Az 1998-as Godzilla című filmben a szörny a Wall Streeten sétál végig, miután átgázolt a Fulton Street-i halpiacon.
A Die Hard – Az élet mindig drága (1995) című filmben a 2. és 3. metróvonal Wall Street megállójában (a Williams St.-nél) robbant fel egy bombát Simon Gruber, hogy így férhessen hozzá a közeli jegybankban tárolt aranytartalékhoz. A filmben a metrómegálló északi, Cedar Street és a Liberty Plaza között lévő kijáratánál hatolnak be a terroristák. A forgatás óta a tér egy részét beépítették és azt a kijáratot is megszüntették.
A nemzet aranya című 2004-ben bemutatott kalandfilmben a templomos lovagok legendás kincseit a Trinity Church alatt rejtették el.
A Rage Against the Machine Sleep now in the fire címmel írt kapitalizmusellenes dalt, amihez a videóklipet a Wall Streeten forgatták. Ld. Története szakasz. A 10cc nevű rockegyüttes Wall Street Shuffle címmel írt dal a tőzsdéről.
A Metal Gear Solid 2: Sons of Liberty című számítógépes játékban a „Szabadság fiai” egy elektromágneses bombát (EMP) próbálnak felrobbantani a Wall Streeten, hogy a kialakuló káoszt kihasználva elfoglalhassák Manhattant.
1995 nyarán alakult a tokaji „Rock Gyermekei” táborban a magyarországi Wall Street nevű rockzenekar. A négytagú banda 2007 szeptemberéig két kislemezt és egy albumot jelentetett meg magánkiadásban, emellett folyamatosan adnak élő koncerteket is.
Több szálloda és étterem is az utcáról kapta a nevét, New Yorkon kívül Seattle-ben, Bangkokban, São Paulóban és az indiai Dzsaipurban van hasonló nevű hotel, a legismertebb étterem pedig a több mint 20 egységgel működő Wall Street Deli nevű étteremlánc.

## A Wall Street épületei

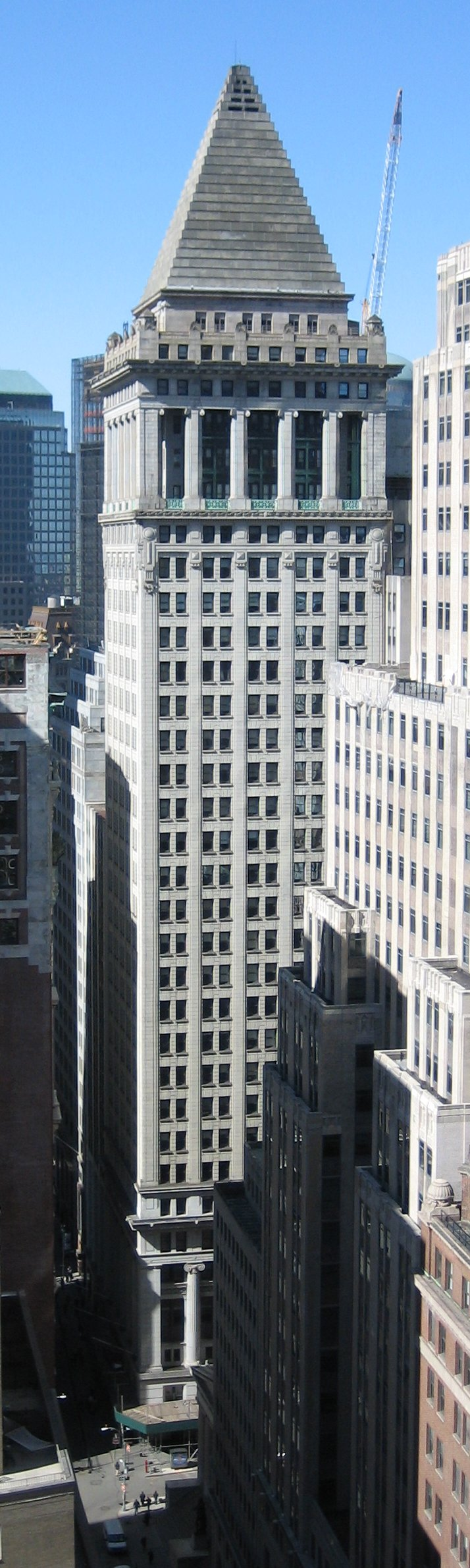
Bankers Trust Building

A házszám szerint sorrendben. A számozás a Broadwaytől indul, az északi a páros, a déli a páratlan oldal:
- 1. – Bank of New York (volt Irving Trust Building). Épült: 1931., magassága: 50 emelet.
- 2. – Banco Português do Atlântico épület. Épült: 1933., magassága: 22 emelet.

New Street
- 11. – A tőzsde épülete. 1922-ben építették az eredeti Broad Street-i épülethez. Magassága: 23 emelet.
- 14. – Bankers Trust Building. Épült: 1912., bővítve: 1933.

Broad Street
- 23. – Lakóház (volt J.P. Morgan & Company Building). Épült: 1914., ma egybeépült a Broad Street 15.–tel.
- 28. – Federal Hall. Épült: 1700., újraépítve: 1842.
- 30. – United States Assay Office. Épült: 1919., kibővítve: 1953, magassága: 21 emelet.
- 37. – Trust Company of America Building. Épült: 1907., magassága: 17 emelet.
- 40. – Trump Building (volt Manhattan Company Building). Épült: 1930., magassága: 70 emelet.
- 44. – Irodaépület. Épült: 1927., magassága: 24 emelet.[37]
- 45. – Lakóház (volt Toronto-Dominion Bank). Épült: 1959., magassága: 28 emelet, 1996-ban alakították lakóházzá.[38]

William Street
- 48. – Bank of New York & Trust Company Building. Épült: 1929., magassága: 32 emelet.
- 55. – Cipriani Residences, lakóház (volt New York Merchants Exchange, 1907-től National City Bank). Épült: 1842., átépítve: 1907, 2006.[26]

Hanover Street
- 60. – J.P. Morgan Building. Épült: 1989., magassága: 47 emelet.
- 63. – The Crest Lofts, lakóház (volt Brown Brothers Harriman & Co. Building). Épült: 1929., magassága: 47 emelet. Összeköttetésben áll a szomszédos 67.-tel.[39]
- 67. – The Crest Lofts, lakó- és irodaépület (volt Munson Building). Épült: 1921., magassága: 26 emelet.[40][41]
- 74. – Irodaépület, (volt Seamen's Bank of Savings Building). Épült: 1927., magassága: 20 emelet.[42]
- Wall Street Court 1. – Lakóház (volt Beaver Building, volt Cocoa Exchange). Épült: 1904., magassága: 15 emelet.

Pearl Street
- 75. – Lakóház (volt Barclay Bank Building). Épült: 1987., magassága: 36 emelet.[43]
- 80. – Irodaépület. 1910-es évek, magassága: 20 emelet.[44]
- 82. – Tontine House, irodaépület. Épült: 1902., magassága: 14 emelet.[45] A korábban itt állt épületben volt a tőzsde első állandó helye.

Water Street
- 95. – Lakóház. Épült: 1970., magassága: 22 emelet.[46][47]
- 99. – Irodaépület. Épült: 1931., magassága: 25 emelet.
- 100. – Irodaépület. Épült: 1969., magassága: 29 emelet.

Front Street
- 110. – Irodaépület. Épült: 1965., magassága: 28 emelet.[48]
- 111. – Citibank Building. Épült: 1966., magassága: 24 emelet.[49]
- 120. – Irodaépület. Épült: 1930., magassága: 33 emelet.

### Fontosabb épületek

#### 1. Trinity Church

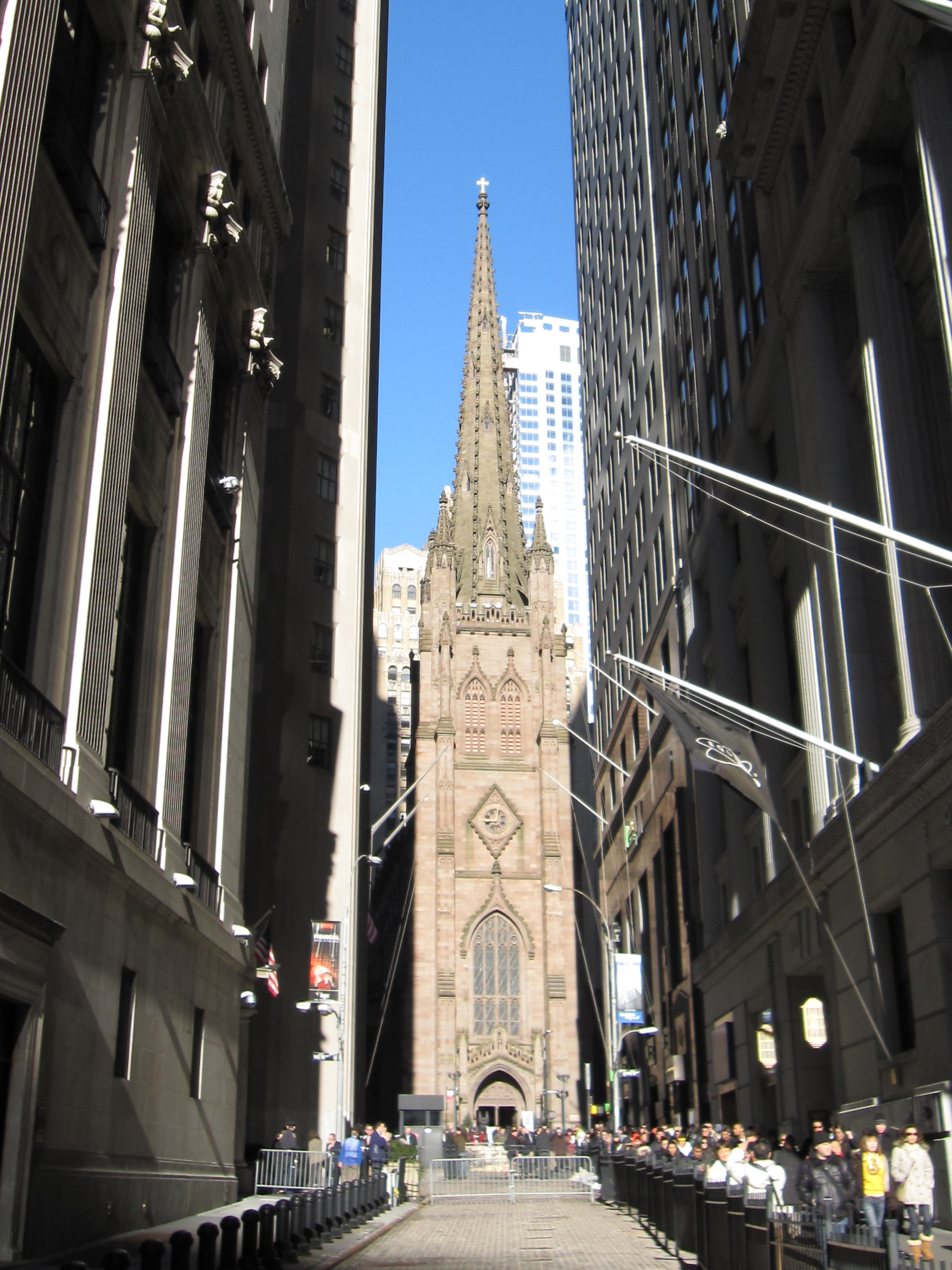
A Trinity Church a Wall Streetről nézve

A mai Trinity Church (Szentháromság-templom) már a harmadik épület ezen a helyen. A Broadwayen áll, szemben a Wall Streettel, az utca legelejének tekinthető. Neogótikus stílusban épült, vöröses-barnás téglákból. Gazdag díszítésével, arányaival teljesen elüt a környező hatalmas irodaépületektől, amit erősít a pénzt jelképező Wall Street és a lelki értékeket képviselő templom kontrasztja. A templom ma is működik, a környék keresztény központjának számít.
Az első templom 1698-ban készült el, ez még csak egy kis, verandás épület volt. Az 1776 szeptemberi, nagy New York-i tűzvészben a Trinity Church és környéke is leégett. A templom újjáépítése 1788-ban kezdődött és 1790-ig tartott. 1839 telén a hó súlya alatt megrogyott, ezért újjá kellett építeni. 1846. május 21-én szentelték fel mai formájában. 1890-ig, a New York World Building megépítéséig 86 méteres magasságával Manhattan legmagasabb épülete volt.
A templom körüli kis temetőben található több híres ember sírja. Többek közt itt nyugszik John Jacob Astor üzletember, az Astor család feje, Robert Fulton feltaláló, John Peter Zenger újságíró és tucatnyi kongresszusi képviselő. Itt van New York legrégebbi, 1681-es sírköve.

#### 2. Wall Street 1. (Bank of New York Building)

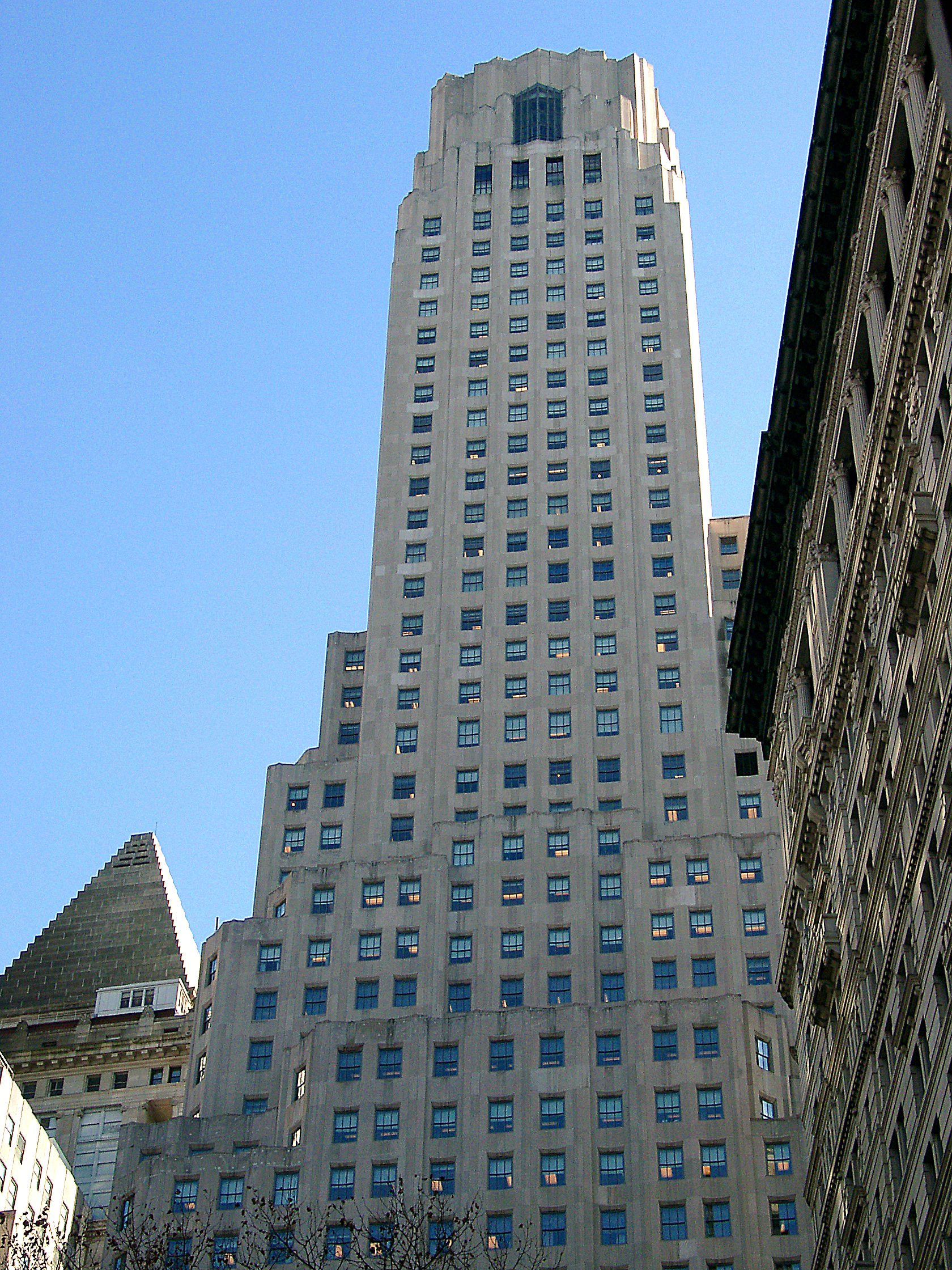
Wall Street 1.

Nem tévesztendő össze a Wall Street 48.-al, aminek szintén Bank of New York Building a neve.
A Wall Street és a Broadway déli sarkán, a világ egyik legjobban csengő postai címén áll ez a 199 m magas, art déco felhőkarcoló. Az Irving Trust Company bank székházát 1929 júliusában kezdték építeni és 1932-ben adták át. Az épület acélszerkezetét mészkő borítja, ami nagyon megemelte az építési költségeket. 1965-ben a déli oldalra egy stílusban egyező 36 emeletes kiegészítést építettek. 1988-ban a Bank of New York vásárolta fel a céget és vele együtt az épületet is.
A toronyház az art déco építészet egyik jellegzetes darabja. A legfelső emeletek kissé lekerekített sarkai koronaszerűen hatnak. Itt található az Observatory Room (am: kilátó szoba), aminek hatalmas ablakából az üzleti negyedre csodálatos kilátás nyílik. Ez a szoba nem látogatható, a cég vezetősége és a vendégek számára van fenntartva. Az épület előcsarnoka gazdagon díszített, mozaikberakása egyedülálló. A vörös márvány lábazatnál lévő vöröses árnyalat fokozatosan aranyba folyik át ahogy egyre magasabbra ér a díszítés, egészen a narancssárga és arany színű plafonig. Az épület tervezője: Ralph Walker.

#### 3. A tőzsde épülete

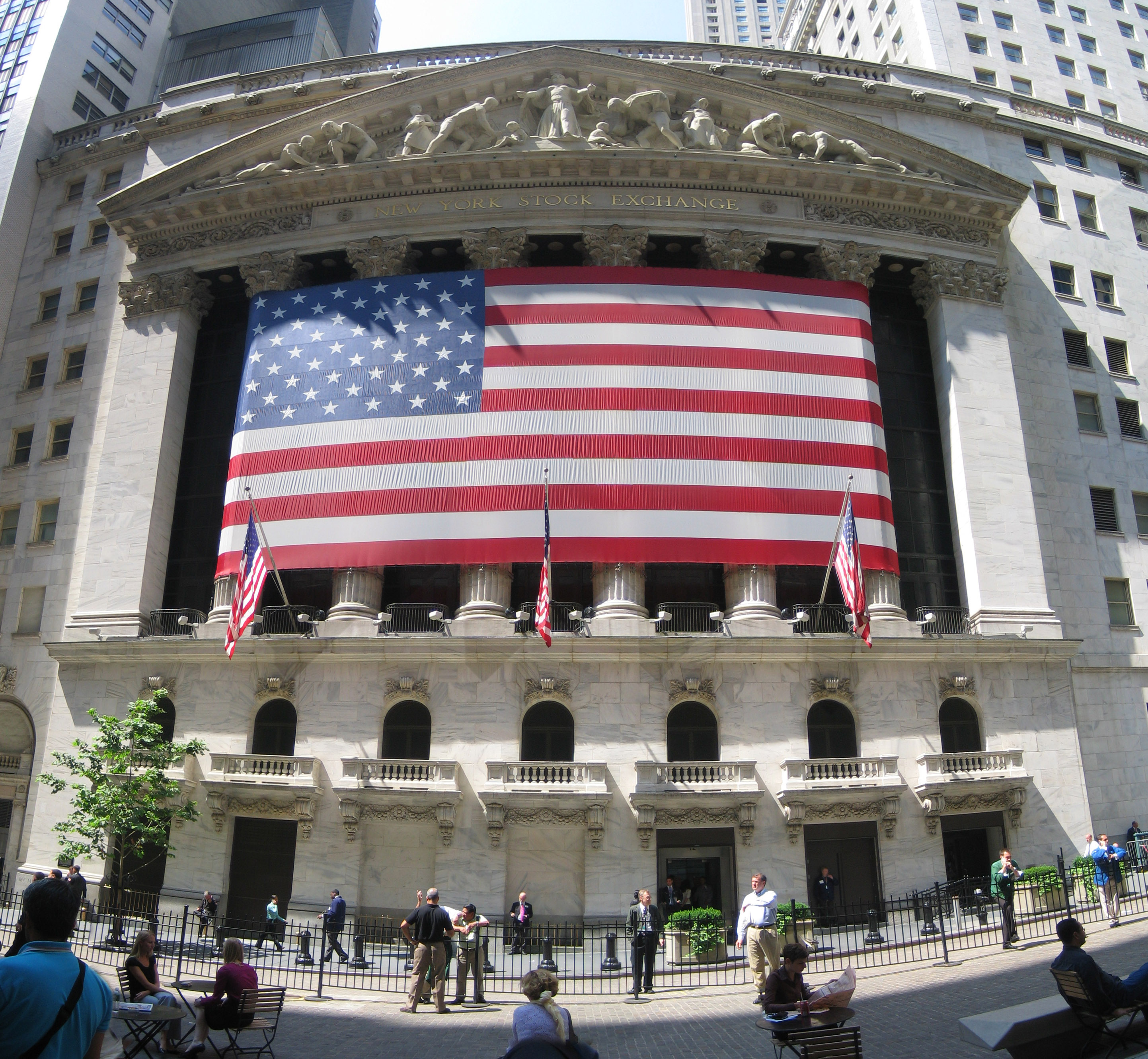
A tőzsde bejárata a Broad Streeten

Bár a tőzsde főbejárata nem a Wall Streeten van és a hivatalos címe is 8-18 Broad Street, mégis szinte egyet jelent a Wall Streettel. 1903. április 22-én folyt itt először a kereskedés, 1922-ben újabb szárnnyal bővítették, így az épület egyik oldala már határos a Wall Streettel.
Az épület tervezője George B. Post építész, aki többek közt a brooklyni Williamsburgh Savings Bank Towert is tervezte. Az épület klasszicista stílusú, a homlokzatát nyolc korinthoszi oszlopfő díszíti. Timpanonjában „Az egység óvja az ember munkáját” (Integrity Protecting the Works of Man) című szoborcsoport áll: középen az „egység” hétméteres szobra, jobb oldalán a mezőgazdaságot és a bányászatot, balon a tudományt, az ipart és a találmányokat megszemélyesítő alakok láthatóak. A szoborcsoport két szélén lévő hullámok a tőzsde óceántól – óceánig érő hatását szimbolizálják. A főbejárat stílusában harmonizál az utca másik oldalán álló Federal Hall-lal, bár annál díszesebb.
A homlokzaton, az oszlopok mögött és az ellentétes, New Street-i oldalon egy-egy hatalmas, 32x16 méteres üvegfal áll. A kereskedési terme elkészültekor az egyik legnagyobb volt az országban: 47x36 méteres, magassága 24 méter. A falakat márvány borítja, a fényt a tetején lévő 10x10 méteres tetőablakból kapja. Az épületben emellett helyet kapott még külön dohányzó és nem-dohányzó étterem, orvosi szoba állandó személyzettel, valamint műszaki újdonságként a légkondicionálás és az elektromos kijelzőtábla. Azonban még a nagynak számító terem sem volt elég nagy, a tőzsde fejlődésével többször bővíteni kellett, ma már a Wall Street felé eső épületben és a Broad Street 30. alatt is vannak kereskedési termek.

#### 4. Federal Hall

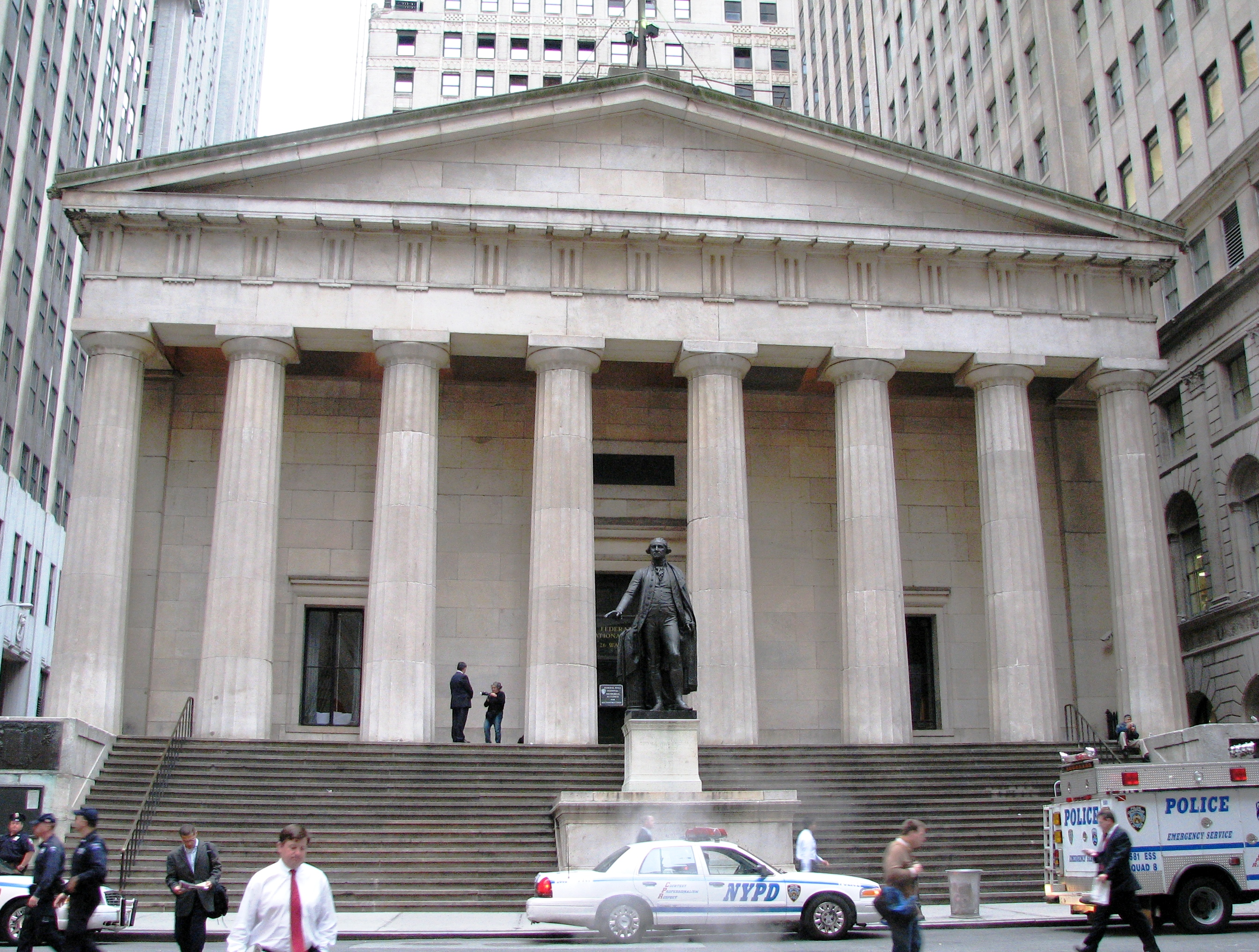
Federal Hall, Wall Street.

Az épület történetéről bővebben ezen szócikk „Története” szakaszában szócikkben olvashat.
A Federal Hall nemcsak a város, de az egész ország fontos történelmi eseményeinek is tanúja volt. A mai épület helyén, 1700-ban építették fel a városházát. 1788-ban átépítették és elnevezték Federal Hallnak. Itt választották meg és ennek az épületnek a lépcsőin tette le hivatali esküjét 1789-ben George Washington, az Egyesült Államok első elnöke. 1812-ben lebontották, helyére 1842-ben húzták fel a ma is látható Federal Hallt. 1862 és 1920 között subtreasury volt, több mint 1700 tonna aranyat és ezüstöt őriztek az alagsori trezorokban. 1939 óta műemlék, 1955 óta nemzeti emlékhely.
Ma múzeumként működik, kétéves felújítást követően 2006 őszén nyitott meg újra. Az épületről szóló ismertetők és videók mellett az ide kapcsolódó tárgyak vannak kiállítva, például az a Biblia, amit Washington esküjénél használtak.
Klasszicista stílusú, a homlokzaton a nyolc dór oszlop fölött timpanon látható, a lépcsőkön álló Washingtont ábrázoló szobrot 1883-ban avatták fel. A belső csarnokot (rotundát) korinthoszi oszlopokkal alátámasztott kupola fedi, a rotunda körüli erkélynek pedig különösen díszes kovácsoltvas korlátja van. A csarnok körül három szinten található helyiségek (anno irodák voltak) mindegyike más elemmel van díszítve, bár ezek érezhetően visszafogottabbak.

#### 5. Trump Building (volt Manhattan Company Building)

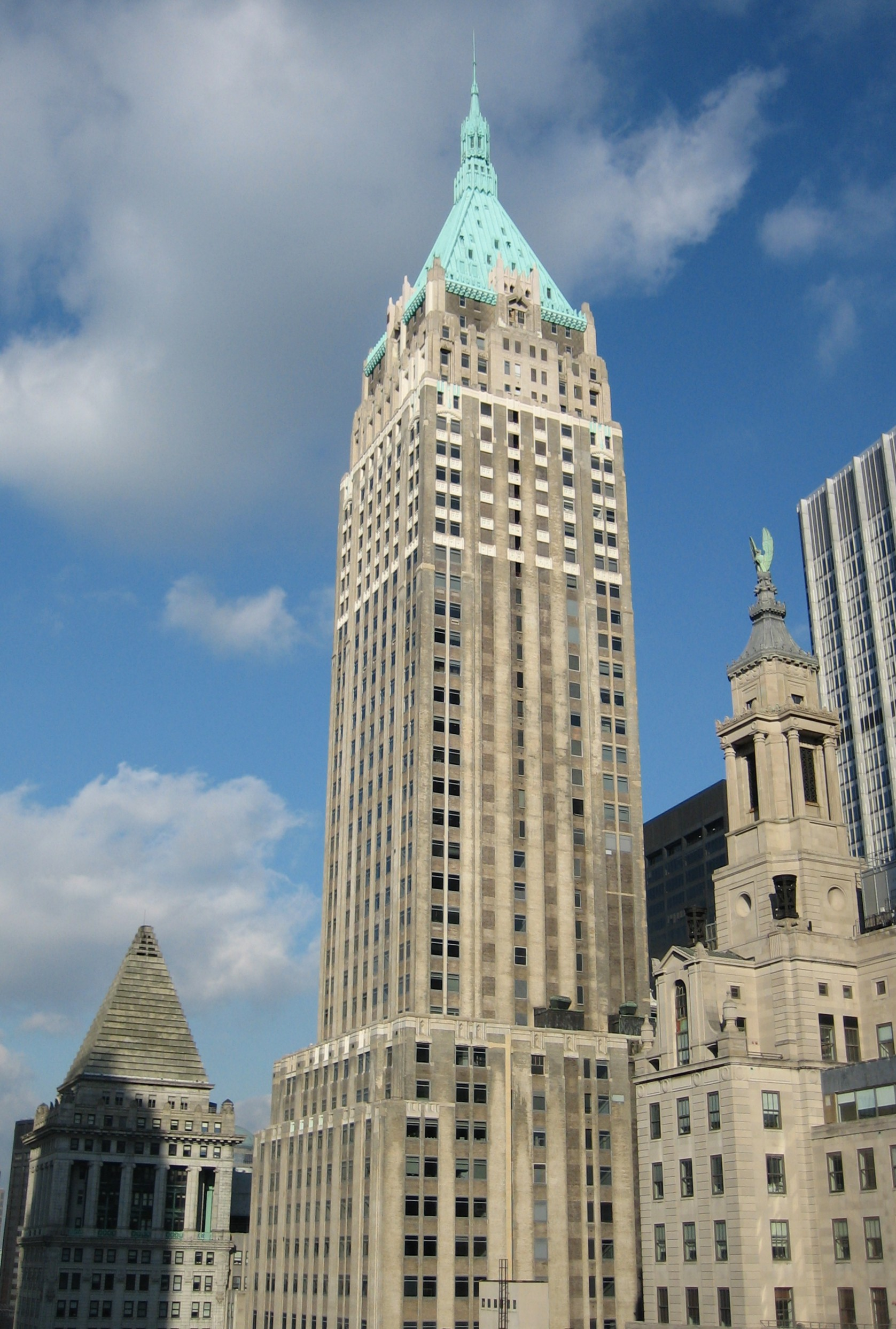
Trump Building

Nem tévesztendő össze az Ötödik sugárút és az 56. utca sarkán álló Trump Towerrel.
A Wall Street 40. szám alatti épület 282,5 m magas, 70 emeletes, a Wall Street koronaékszerének is szokták nevezni. Art déco stílusban épült, patinazöld gúlában záródó teteje teszi jellegzetessé és könnyen felismerhetővé. Előcsarnoka két emelet magas, márvánnyal és bronzzal borított falakkal. 1998-as felújításakor a legmodernebb elektromos, telekommunikációs és épületfelügyeleti rendszereket építették be.
A felhőkarcolót a The Bank of the Manhattan Company építtette, mindössze 11 hónap alatt. Úgy tervezték, hogy a szintén akkor épülő Chrysler Buildingnél 2 méterrel magasabb legyen, de csak 1930 áprilisi elkészültétől május 27-éig birtokolta a címet. A Chrysler Building tervezői ugyanis titokban megváltoztatták a terveket és még egy 38 méteres csúcsot húztak az épületük tetejére, így megdöntve a rekordot.
1946. május 20-án a parti őrség kis kétmotoros repülőgépe a ködben nekiütközött az 58. emeletnek. A gép négy utasa meghalt, de az épület szerkezetében nem keletkezett komolyabb kár.
Az épület többször is gazdát cserélt, mostani tulajdonosa, Donald Trump 1995-ben vette meg, ekkor kapta új nevét. Trump úgy tervezte, hogy egy részében lakásokat alakít ki, de az akkori ingatlanpiaci helyzetben irodaként előnyösebben tudta kiadni, ezért átalakítás helyett csak felújíttatta.

#### 6. Cocoa Exchange (Beaver Building)

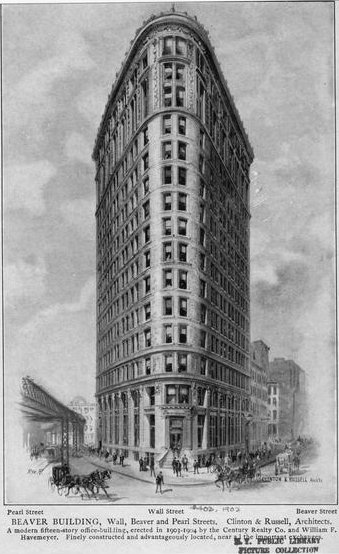
A Beaver Building 1905-ben

Nem közvetlenül a Wall Streeten áll, hanem pár méterrel beljebb, a Beaver Street és a Pearl Street csatlakozásánál lévő háromszögben. Címe Wall Street Court 1. Nevét a korábban itt működő kakaótőzsdéről ill. első tulajdonosáról kapta. Az 1980-as években történt változtatások ellenére az épület jellegzetes példája dél-Manhattan középmagas, századfordulón épült toronyházainak. A környező házakhoz képest nem túl magas, csak 15 emeletes, Flatiron Buildingre hasonlító, háromszög alakú épület. Neoreneszánsz stílusú, többszínű terrakotta homlokzattal. Különösen a felső három szint díszes, itt klasszikus és absztrakt mintákat formázó zöld, krémszínű és vörösesbarna kerámiadíszeket találunk.
Első tulajdonosa a Beaver & Wall Street Corp. 1904-ben, még építés közben vásárolta meg (innen a Beaver Building név). Első bérlője a Munson Steamship Co. hajózási társaság volt, ők 1919-ben vették meg és 1921-ig volt itt a központjuk, de az épület még 1937-ig a tulajdonukban maradt. 1931-től itt működött a New York Cocoa Exchange vagyis a New York-i kakaótőzsde, a világ legnagyobb forgalmú kakaóbörzéje, egészen 1972-ig, amikor új épületbe költözött. Ezután többször is gazdát cserélt, de végig irodaépületként működött, egészen 2006-ig, amikor az általános Wall Street-i trendnek megfelelően luxuslakásokat alakítottak ki.
Az épületet 1996 februárjában műemlékké nyilvánították.

## Közlekedése

### Metrók

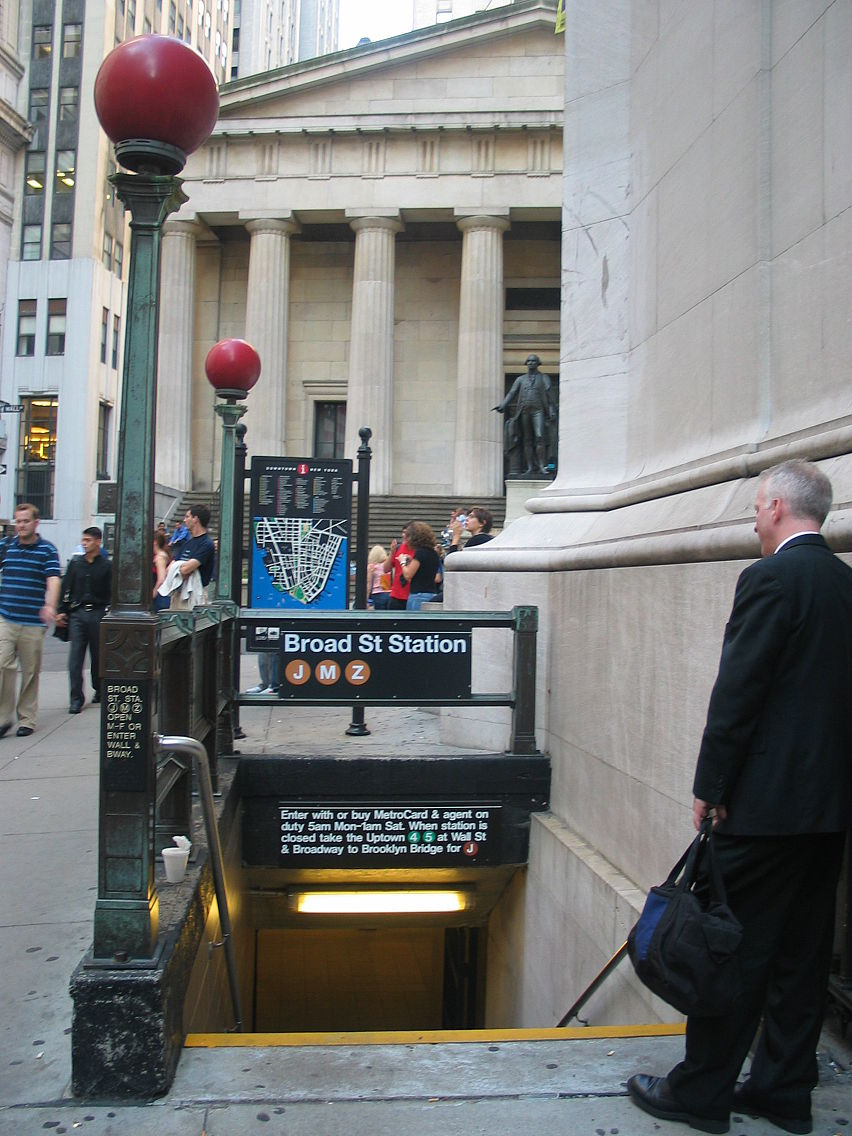
Megálló a tőzsdénél, háttérben a Federal Hall.

A Wall Streetnek igen jó a tömegközlekedése, mivel már rég óta sok ember munkahelye és ezt a fejlesztéseknél is figyelembe vették. Az utcánál három metróvonalnak is van állomása:
- 4. és 5. vonal (IRT Lexington Avenue Line). Állomás a Broadway sarkán. Mindkettő expresszjárat, az 5-ös éjszaka nem közlekedik.
- J, Z és M vonal (BMT Nassau Street Line). Az állomás neve „Broad St Station”, a Broad és a Wall Street sarkán van, közvetlenül a tőzsde előtt. Az M és az Z csak csúcsidőben közlekedik, a J csak hétköznap, tehát hétvégén ennél az állomásnál nem jár metró.
- 2. és 3. vonal (IRT Broadway-Seventh Avenue Line). Állomás a William Street sarkán. A 3-as éjszaka nem közlekedik.

A 4, 5 és a J, M, Z vonalak megállóit aluljáró köti össze a Pine Street alatt.

### Buszok
Összesen öt buszjáratnak van megállója az utcánál:
- M1 (csak hétköznap), M6 – A Broadwayen közlekednek, megállójuk van a Wall Streetnél.
- M9, M15, X90 (expressz járat) - A Water Streeten közlekednek, megállójuk van a Wall Streetnél.[59]

### Autóforgalom
Az utca nem túl széles, egy sáv plusz egy parkolósáv szélességű a Broadwaytől a Water Streetig, innen egy plusz két parkolósáv szélessé bővül. A forgalom kelet felé egyirányú. A 2001. szeptember 11. után biztonsági okokból a tőzsde környékét, vagyis a Broadwaytől a Williams Streetig tartó szakaszt, a forgalom elől elzárták.

### Víziközlekedés
Az utca végénél, az East Rivernél található a 11-es móló (Pier 11), ahol nagy forgalmú kompkikötő van. Innen a New York Waterway és a Seastreak társaságok indítanak kompjáratokat jellemzően New Jersey felé, míg a NY Water Taxi emellett az East Riveren Brooklyn és Queens felé is üzemeltet hajójáratokat.

## Hasonló területek

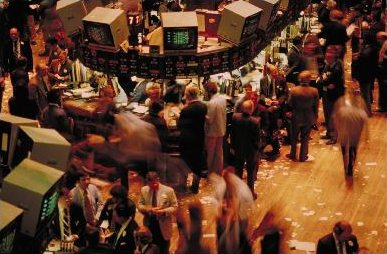
Kereskedés a tőzsdén

A Wall Streethez hasonló pénzügyi negyedek a világban:
- Chicagóban a The Loop nyugati része.[62]
- Torontóban a Bay Street.[63]
- Londonban a City of London vagy más néven a Square Mile.
- Zürichben a Paradeplatz.[64]
- Tokióban a Marunocsi negyed.[65]

A Wall Street népszerű utcanév, New York államban még kettő, az USA-ban még több mint 50 Wall Street van, többek közt Los Angelesben, Seattleben, Salt Lake Cityben, Dallasban stb., de sok található Nagy-Britanniában, Kanadában és Ausztráliában is.